# Josep Juliana Albert
Josep Juliana i Albert (Sant Esteve de Castellar- actualment Castellar del Vallès, 1844 - Barcelona, 1890 o Roma, 1912) fou un pintor català del segle xix adscrit a l'escola pictòrica napolitana amb quadres exposats, entre d'altres, al Museu del Prado de Madrid.

## Orígens
Juliana es va formar a l'Escola de Belles Arts de Barcelona i al taller del pintor Josep Serra i Porsón (1828-1910) un clar representant del realisme postromàntic molt interessat pel rococó francès i la pintura holandesa de gènere i on Juliana s'especialitza en la realització de taubleautins directament influenciat pel pintor francès Ernest Meissonier. La seva primera participació en una exposició està documentada l'any 1866, concretament a l'Acadèmia de Belles Arts de Barcelona on presenta dues obres d'estil costumbrista: El claustro i Un conejo y varios pájaros.

## Obra
El 1868 el retrobem a l'exposició de la Societat per Exposicions de Belles Arts on exhibeix tres peces: El Pranso, Industria nocturna i La despedida. Poc després, Juliana inicia la seva estada a Roma, en busca com molts altres creadors de l'època de l'esperit artístic que es respira a la capital italiana durant el segle xix. Allí, perfecciona la seva formació a l'Acadèmia Chigi, un dels centres més populars i concorreguts, on s'impartien classes nocturnes i es feien dibuixos i acadèmies de nus. Juliana es dedica sobretot a la pintura de gènere de caràcter costumista, amb un clar predomini dels tipus regionals italians. Ràpidament es va integrar en el cercle dels pintors Ramon Tusquets, Josep Tapiró, Tomàs Moragas, Ramon Amadeu i l'escultor Jeròni Suñol. Aquesta influència italiana queda clarament representada a l'exposició de la Societat per Exposicions de Belles Arts de 1870: Cercanías de Roma, Un ermitaño, Un cardenal, Ruinas del interior del Coliseo, Bodegón, Un patio, Episodio en la calle de San Pedro y San Pablo i vuit aquarel·les de tipus romà. Aquesta temàtica reapareix a peces presentades a exposicions fetes a Barcelona l'any 1871. És probable que a partir d'aquest any s'instal·lés a la ciutat comtal.
Al llarg de 1876 concórrer a dues exposicions en què presenta 5 aquarel·les i el 1882 pren part en l'Exposició de Belles Arts de Sabadell tot i que no hi ha indicis que l'ambient artístic sabadellenc fos un dels concorreguts per Juliana.

## Mort
Fins ara sempre s'havia donat com a data de mort de Josep Juliana l'any 1890, però documentalment s'ha comprovat que el 1896 va participar en l'Exposició de Belles Arts i Indústries Artístiques de Barcelona amb l'aquarel·la El amor en el pozo. Al catàleg de la mateixa hi consta com a adreça de l'autor la Via del Babuino de Roma. Això obre la hipòtesi que Juliana morís posteriorment a 1896. Un altre fet curiós que han estudiat diversos autors, és que a Roma hi havia una botiga especialitzada en la venda de paper per a aquarel·les de la marca Watman que era propietat d'un català. L'esmentat propietari es deia Juliana i la botiga es trobava a la Via del Babuino. Segons els estudis, es creu que o el mateix Juliana o bé d'algun familiar seu regentaven la botiga. Per tant, no es pot assegurar l'any en què Juliana va morir ni tampoc el lloc, ja que sembla que alternava les seves estades a la capital italiana amb breus visites a Barcelona on venia part de la seva producció artística.
Segons afirma" La Correspondencia de España : diario universal de noticias: Año LXIII Número 19729 - 1912 febrero 17" "El cónsul general de España en Génova participa el fallecimiento de los súbditos españoles en Roma: José Juliana natural de Barcelona", el Josep Juliana va morir a Roma al febrer de 1912.